# Baraka Al Yamaniyah
Baraka Al Yamaniyah, död 22 augusti 2018, var gemål till kung Ibn Saud av Saudiarabien (regent 1932-1953) och mor Moqren bin Abdul Aziz. 
Baraka Al Yamaniyah uppges ha varit av afrikanskt ursprung. Under denna tid pågick en aktiv trafik med slavar från Afrika till Saudiarabien genom slavhandeln på Röda havet. Slaveri i Saudiarabien var lagligt fram till 1962 och tillhörde den traditionella livsstil som var laglig i enlighet med islamisk lag. Ibn Saud hade omvittnat hundratals slavflickor i sitt harem. 
Hon var konkubin till Ibn Saud.
Enligt islamisk lag betraktades en muslimsk mans samlag med en slav, eller förslavad konkubin, inte som sex utanför äktenskapet trots att parterna inte var gifta med varandra, och avkomman definierades inte som utomäktenskaplig om fadern erkände faderskapet, och modern blev i det fallet umm walad och automatiskt frigiven vid sin ägares död.  
Hon blev mor till prins Moqren bin Abdul Aziz, som föddes 1945, och som blev kronprins 2015.